# Acmispon denticulatus
Acmispon denticulatus är en ärtväxtart som först beskrevs av Elmer Reginald Drew, och fick sitt nu gällande namn av Dmitry Dmitrievich Sokoloff. Acmispon denticulatus ingår i släktet chileväpplingar, och familjen ärtväxter. Inga underarter finns listade i Catalogue of Life.